# Aphilopota subalbata
Aphilopota subalbata là một loài bướm đêm trong họ Geometridae.